# London Review of Books
London Review of Books (LRB) é um periódico britânico de ensaios literários, publicado bimensalmente.

## História
O LRB foi fundado em 1979, quando a publicação do The Times Literary Supplement foi suspensa durante o período em que o The Times não foi publicado por decisão dos donos deste.
Seus editores fundadores foram Karl Miller, então professor de inglês no University College de Londres, Mary-Kay Wilmers, ex-editora do The Times Literary Supplement e Susannah Clapp, ex-editora da Jonathan Cape. Durante seus primeiros seis meses, apareceu como um inserto no The New York Review of Books. Em maio de 1980, o London Review of Books tornou-se uma publicação independente com uma orientação descrita por Alan Bennett, um contribuinte proeminente em toda a história do LRB, como "consistentemente radical".
Ao contrário do The Times Literary Supplement (TLS), a maioria dos artigos que o LRB publica (geralmente quinze por edição) são ensaios longos. Alguns artigos em cada edição não são baseados em livros, enquanto vários artigos curtos discutem cinema ou exposições. Ensaios políticos e sociais são frequentes. A revista está sediada na zona de Bloomsbury, em Londres.
Mary-Kay Wilmers assumiu como editora em 1992. A circulação média por edição em 2015 foi de 67.529.
A London Review Bookshop abriu em Bloomsbury em maio de 2003 e uma loja de bolos, cuja entrada atravessa a livraria, abriu em novembro de 2007. A livraria é usada como um local para apresentações de autores e discussões.
Em 2011, quando Pankaj Mishra criticou o livro 'Civilisation: The West and the Rest' na 'LRB', Ferguson ameaçou um processo por difamação.
Em 2023, a Associação de Escritores Hebreus em Israel publicou uma resposta pública de protesto à carta em apoio a Gaza a qual foi publicada no periódico, e chamou escritos e artistas ao redor do mundo a apoiarem a libertação dos reféns.

Em janeiro de 2024, 'A Hitch in Time: Reflections Ready for Reconsideration', uma antologia dos escritos de Cristopher Hitchens entre 1983 e 2002 para a revista foi publicada.